# Rhodochrosite

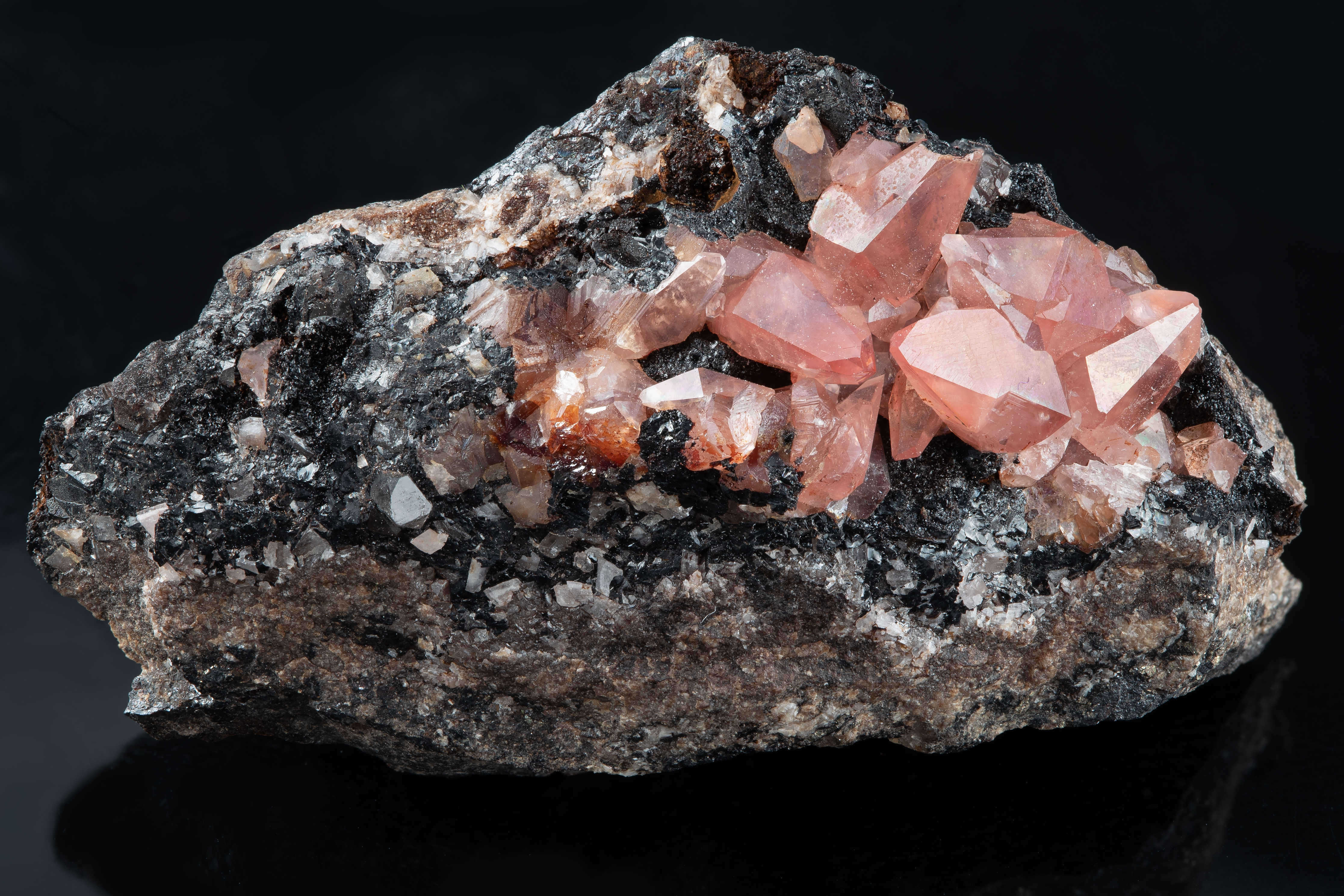
Une rhodochrosite.

La rhodochrosite est une espèce minérale composée de carbonate de manganèse de formule MnCO3 avec des traces de fer, calcium, magnésium, zinc, cobalt et cadmium (respectivement Fe, Ca, Mg, Zn, Co et Cd).

## Historique de la description et appellations

### Inventeur et étymologie
Connu dès la fin du XVIIIe siècle par les premières descriptions faites par Cronstedt, Bergmann  et Kirwan sous le nom de "Manganèse oxydé par l'acide aérien", il est décrit par René Just Haüy en 1806 sous le terme de "manganèse oxydé carbonaté" mais c'est la description de Johann Friedrich Ludwig Hausmann en 1813 qui fait référence.  Son nom vient du grec ρόδον "rhodon" rose et  χρώσις "chros (is)" couleur.

### Topotype
Mine de Cavnic (Kapnikbánya), Cavnic (Kapnic; Kapnik), Marmatie, Roumanie

### Synonymie
- diallogite (du grec dialogé = choix)(Beudant)[5]
- manganèse carbonaté ferrifère (Lelièvre 1806)[6]
- manganèse oxydé carbonaté (Haüy 1806)[7]
- manganèse oxydé par l'acide aérien
- rhodocrosite (variante orthographique)
- torrensite (H. Lienau 1899)[8]
- villaurite : Le nom provient du gisement topotype la mine de Villaure Haute-Pyrénées France[9].

## Caractéristiques physico-chimiques

### Variétés et mélanges
- capillitite : variété ferro-zincifère de rhodochrosite de formule idéale (Mn,Zn,Fe)CO3. Le nom provient du topotype, et seul gisement connu pour ce minéral, la mine de Capillitas en Argentine[10].
- cobalto-rhodochrosite : Variété cobaltifère de rhodochrosite de formule idéale (Mn,Co)CO3 dont la seule occurrence connue est la mine de Virneberg (St Josephsberg Mine), Rheinbreitbach, Linz am Rhein, Westerwald, Rhénanie-Palatinat, Allemagne.
- ponite (Butureanu 1912) : Variété ferrifère de rhodochrosite de formule idéale (Mn,Fe)CO3 qui est regardé comme le terme médian de la série rhodochrosite-sidérite [11].
- sphaerodialogite (A.W. Woodland, 1939) [12] variété d'habitus pour une rhodochrosite en petits nodules dans les minerais de manganèse, trouvé dans une seule occurrence : la mine de Gwynedd (Caernarvonshire), Pays de Galles.
- zincorhodochrosite (Manasse 1911) : variété zincifère de rhodochrosite[13].

### Cristallochimie
- La rhodochrosite forme deux séries: l'une avec la calcite, l'autre avec la sidérite.

- Elle fait partie d'un groupe de minéraux isostructuraux : le groupe de la calcite.

Groupe de la calcite
- Calcite (CaCO3)
- Gaspéite ({Ni, Mg, Fe}CO3)
- Magnésite (MgCO3)
- Otavite (CdCO3)
- Rhodochrosite (MnCO3)
- Sidérite (FeCO3)
- Smithsonite (ZnCO3)
- Sphérocobaltite (CoCO3)

La substitution avec le calcium est limitée et l'existence de la kutnohorite Ca(Mn,Mg,Fe)(CO3)2, qui a une structure ordonnée type dolomite, suggère que la solution solide calcite – rhodochrosite soit limitée, du moins à température ordinaire. Le magnésium peut aussi remplacer le manganèse, mais la solution solide entre rhodochrosite et magnésite est incomplète. Quantités remarquables de zinc ont été aussi trouvées.

### Cristallographie
- Paramètres de la maille conventionnelle : {\displaystyle a} = 4,777 Å, {\displaystyle c} = 15,67 Å ; Z = 6 ; V = 309,68 Å3
- Densité calculée = 3,70 g/cm3

## Gîtes et gisements

### Gîtologie et minéraux associés
Gîtologieelle se rencontre principalement en tant que gangue de filons hydrothermaux de basse à moyenne température, mais également comme produit du métamorphisme.
Minéraux associéscalcite, sidérite, dolomite, fluorine, barytine, quartz, pyrite, tétraédrite, sphalérite, hübnérite (conditions hydrothermales)
rhodonite, grenats, alabandite, hausmannite ( métamorphisme).

## Utilisation
Elle représente une source mineure de manganèse et est utilisée comme pierre ornementale. Elle peut difficilement être taillée à cause de sa faible dureté.
La rhodochrosite est la pierre nationale de l’Argentine.

## Gisements remarquables
Afrique :
- Afrique du Sud ;
- Gabon : Moanda Mine, Moanda, Département de Léboumbi-Leyou, Province du Haut-Ogooué[14].

Amérique :
- Argentine ;
- États-Unis : Sweet Home Mine, Alma, Colorado[15] ; American Tunnel Mine, Silverton, Colorado ; Butte, Montana ;
- Mexique ;
- Pérou (Pasto Bueno).

Asie :
- Russie : Oural ;
- Chine.

Europe :
- Bulgarie ;
- France : Mine de Coustou, Vielle Aure, Vallée de l'Aure, Hautes-Pyrénées, Midi-Pyrénées[16] ;
- Roumanie.